# MNX1
MNX1 (англ. Motor neuron and pancreas homeobox 1) – білок, який кодується однойменним геном, розташованим у людей на короткому плечі 7-ї хромосоми. Довжина поліпептидного ланцюга білка становить 401 амінокислот, а молекулярна маса — 40 569.
| 10         |  | 20         |  | 30         |  | 40         |  | 50         |
| ---------- |  | ---------- |  | ---------- |  | ---------- |  | ---------- |
| MEKSKNFRID |  | ALLAVDPPRA |  | ASAQSAPLAL |  | VTSLAAAASG |  | TGGGGGGGGA |
| SGGTSGSCSP |  | ASSEPPAAPA |  | DRLRAESPSP |  | PRLLAAHCAL |  | LPKPGFLGAG |
| GGGGGTGGGH |  | GGPHHHAHPG |  | AAAAAAAAAA |  | AAAAGGLALG |  | LHPGGAQGGA |
| GLPAQAALYG |  | HPVYGYSAAA |  | AAAALAGQHP |  | ALSYSYPQVQ |  | GAHPAHPADP |
| IKLGAGTFQL |  | DQWLRASTAG |  | MILPKMPDFN |  | SQAQSNLLGK |  | CRRPRTAFTS |
| QQLLELEHQF |  | KLNKYLSRPK |  | RFEVATSLML |  | TETQVKIWFQ |  | NRRMKWKRSK |
| KAKEQAAQEA |  | EKQKGGGGGA |  | GKGGAEEPGA |  | EELLGPPAPG |  | DKGSGRRLRD |
| LRDSDPEEDE |  | DEDDEDHFPY |  | SNGASVHAAS |  | SDCSSEDDSP |  | PPRPSHQPAP |
| Q          |  |            |  |            |  |            |  |            |

A: Аланін

C: Цистеїн

D: Аспарагінова кислота

E: Глутамінова кислота

F: Фенілаланін

G: Гліцин

H: Гістидин

I: Ізолейцин

K: Лізин

L: Лейцин

M: Метіонін

N: Аспарагін

P: Пролін

Q: Глутамін

R: Аргінін

S: Серин

T: Треонін

V: Валін

W: Триптофан

Кодований геном білок за функцією належить до фосфопротеїнів. 
Задіяний у таких біологічних процесах, як транскрипція, регуляція транскрипції, ацетилювання, альтернативний сплайсинг. 
Білок має сайт для зв'язування з ДНК. 
Локалізований у ядрі.